# Vampyrellidae
Vampyrellidae — родина ризарій типу церкозоїв (Cercozoa).

## Опис
У вільному плаванні клітина має сферичну форму і становить близько 30-70 мкм в діаметрі, з довгими радіально спрямованими філозними псевдоподами, а також з коротшими псевдоподами. Рухаючись, клітина розтягується і приймає амебоїдну форму з очевидною різницею між прозорою периферією та псевдоподами та зеленуватою серединою. У такому вигляді організм потрапляє в клітини водоростей і харчується їхнім внутрішнім вмістом. Декілька видів паразитують на грибах. Vampyrellidae мають мітохондрії з трубчастими кристами.